# Vesna Bajkuša
Vesna Bajkuša, född den 21 maj 1970 i Sarajevo dåvarande Jugoslavien, är en jugoslavisk basketspelare som var med och tog OS-silver 1988 i Seoul. Detta var Jugoslaviens första medalj i de olympiska baskettävlingarna för damer.